# Paulo César Vasconcellos
Paulo Cesar Vasconcellos (Rio de Janeiro, 25 de Julho de 1957) é um jornalista esportivo brasileiro.
Atualmente, trabalha no canal de televisão por assinatura SporTV.

## Carreira
Foi repórter do jornal Última Hora, O Globo e Jornal do Brasil, onde também atuou como coordenador de reportagem, editor-assistente e editor de esportes.
Trabalhou nos primórdios da ESPN Brasil, fazendo parte da primeira mesa do programa Linha de Passe, em 1998, com Milton Leite, José Trajano, Paulo Calçade, Antero Greco e Tostão.
Em 2005, chega ao SporTV, onde atuou como comentarista, principalmente dos jogos no Rio de Janeiro. Também foi chefe de redação entre 2013 e 2015, deixando o vídeo por quase um ano e meio por não querer acumular as funções. Voltou no fim de 2015 a participar de programas e jogos.
Participa quase que semanalmente do programa Bem, Amigos!, apresentado por Galvão Bueno nas noites de segunda-feira, do Redação SporTV do Seleção SporTV e eventualmente do Troca de Passes.
Na Rede Globo, atua como comentarista esportivo do Telejornal Bom Dia Rio as segundas e quintas-feiras.
Em dezembro de 2018, deixa a SporTV, se despedindo no programa Bem, Amigos!. Retorna à emissora em agosto de 2019.